# Естрадиол
Естрадиолът е  стероиден естрогенен женски полов хормон, който обуславя сексуалното поведение при женските индивиди. Секретира се от фоликулните клетки в яйчниците.